# 뉴질랜드 남극 연안의 섬

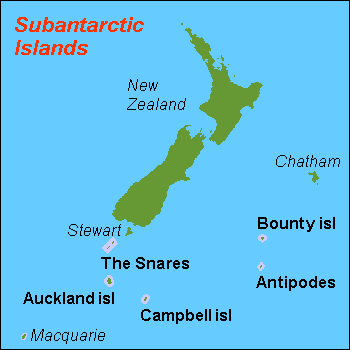

뉴질랜드 남극 연안의 섬(New Zealand Subantarctic Islands)은 최남단 뉴질랜드 외곽 섬들 5곳으로 구성되어 있다. 이들은 함께 묶어 유네스코 세계유산으로 지정되어 있다.
지형적으로는 섬들 대부분이 질란디아로 불리는, 뉴질랜드 중심의 수중 대륙의 남동쪽 모퉁이 주변에 위치해 있다. 서쪽으로는 오스트레일리아의 매쿼리섬의 일부 특징이 동일하게 존재한다. 식생이 빈약한 바운티 제도를 제외하면, 인간이나 외래종에게 간섭받지 않은 채로 남극 연안의 섬들 가운데 가장 풍부한 식생(植生)을 보여준다.
면적은 합하여 764.8㎢이며, 면적의 대부분을 오클랜드 제도가 차지하고 있으며, 그 다음으로는 캠벨 제도가 가장 넓다. 모두 무인도이며, 외부인의 입도(入島)는 엄격히 제한된다.

## 섬

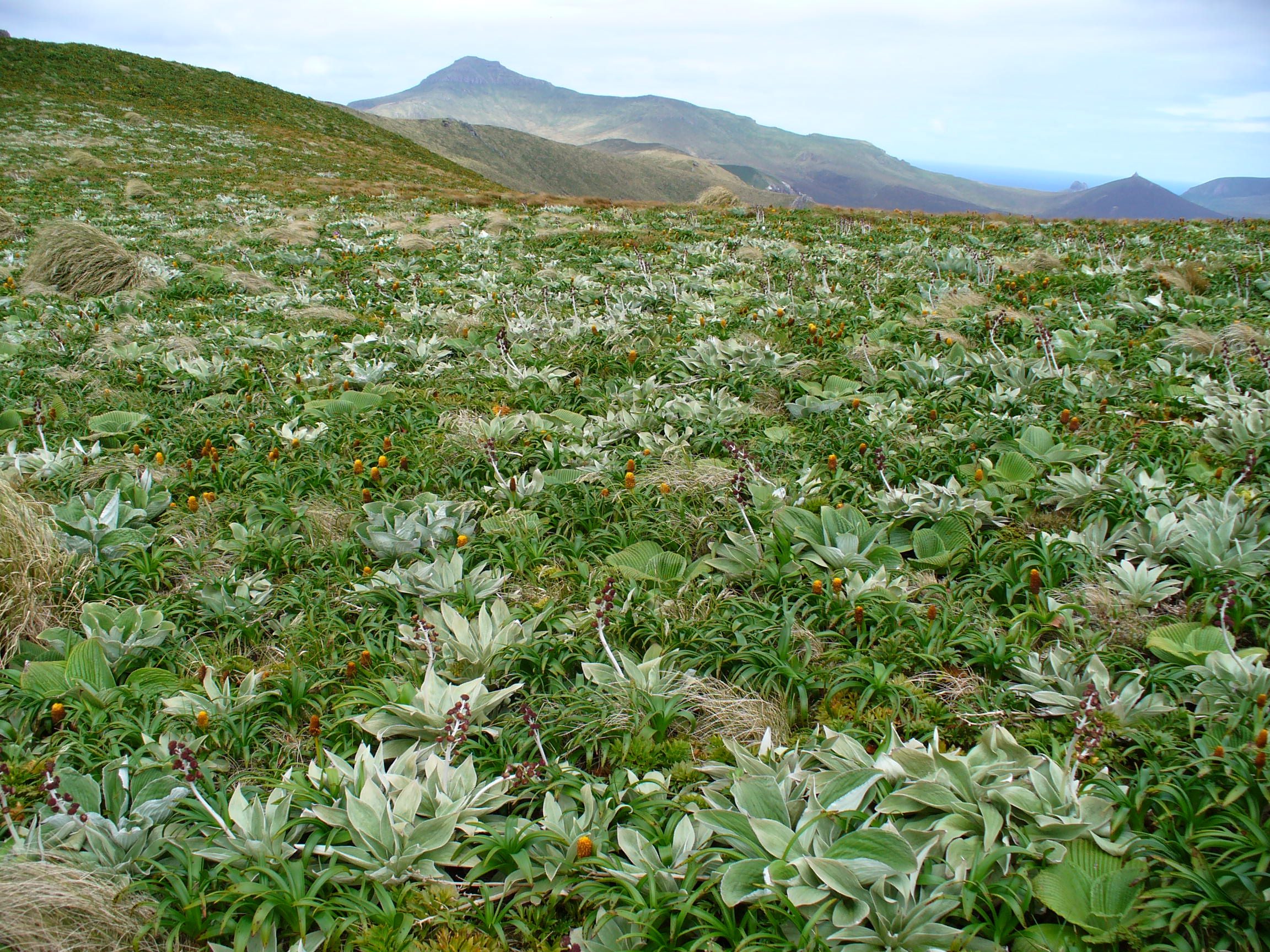
캠벨 제도 허니 산(Mount Honey), 558m)의 거대초본(megaherbs). 거대초본류는 입과 꽃이 크고 화려한 상록성 식물로, 오클랜드 제도의 식물학적 특징을 잘 보여준다.

- 안티포데스 제도
- 오클랜드 제도
- 바운티 제도
- 캠벨 제도
- 스네어스 제도